# 游鏜
遊鏜（?—?），江蘇省揚州府泰州人，清朝政治人物、同進士出身。
光緒三年（1877年），参加丁丑科殿試，登進士三甲第12名。同年五月，分部學習。